# Oleggio Castello
Oleggio Castello (Olesc Castel en piémontais) est une commune italienne de la province de Novare, dans la région Piémont.

## Administration
| Période                                  | Période | Identité | Étiquette | Qualité |
| ---------------------------------------- | ------- | -------- | --------- | ------- |
|                                          |         |          |           |         |
| Les données manquantes sont à compléter. |         |          |           |         |

### Hameaux
La Valle, Campora, Ceserio.

### Communes limitrophes
Arona, Comignago, Gattico, Paruzzaro.